# Oncopodura jauzioni
Oncopodura jauzioni is een springstaartensoort uit de familie van de Oncopoduridae. De wetenschappelijke naam van de soort is voor het eerst geldig gepubliceerd in 1988 door Deharveng.